# 林部直樹
林部 直樹（はやしべ なおき、1965年7月29日-）は、日本のギタリスト、作曲家、編曲家、スタジオ・ミュージシャン。米米CLUBのメンバー（担当楽器はギター）。神奈川県川崎市出身。川崎市立南加瀬中学校卒業。ミューズ音楽院ギター専攻。血液型O型。愛称はべー。

## 略歴
初仕事は陣内孝則のバックバンド。その他にKAN、小泉今日子、杏里などと言った歌手のバックバンドを務める。
1990年1月から7年間、米米CLUBのサポートメンバーとして活躍した（1995年頃からメンバーとして表記されるようになる）。米米CLUBが解散した後の活動は、槇原敬之、林田健司、hitomi、Do As Infinityなどのレコーディングやツアーに参加している。
スタジオワークも多く、いきものがかり、広瀬香美、TRF、浜崎あゆみ、大塚愛、TETSUYA（L'Arc〜en〜Ciel）、ポルノグラフィティ、KinKi Kidsなどのレコーディングに携わっている。スタジオ・ミュージシャンだけでなく、作曲家、編曲家としても活動している。
2006年4月から活動を再開した米米CLUBのメンバーとして活動している。